# Flaucourt
Pour l’article ayant un titre homophone, voir Flocourt.
Flaucourt est une commune française située dans le département de la Somme en région Hauts-de-France.

## Géographie

### Description

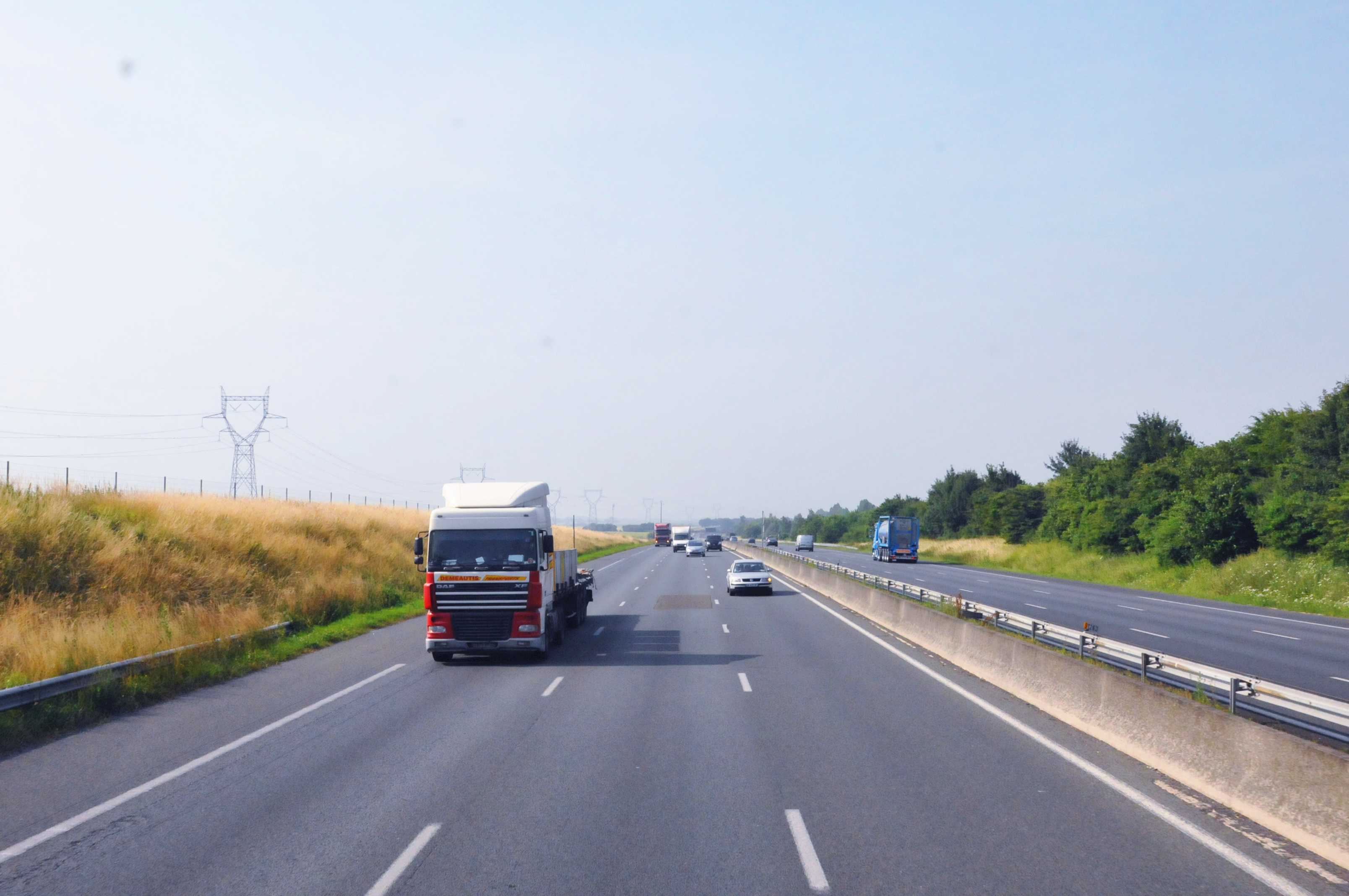
L'autoroute A1 à Flaucourt.

Flaucourt est un village périurbain  picard  du Santerre surplombant les méandres de la vallée de la Haute-Somme, situé à 5 km à l'ouest de Péronne, à une trentaine de kilomètres à l'ouest de Saint-Quentin et à une quarantaine à l'est d'Amiens.
Le territoire communal de Flaucourt est limité à l'ouest par l'autoroute A1. Le village est desservi au niveau routier par la route départementale n°148.
En 2019, la localité est desservie par les autocars du réseau inter-urbain Trans'80, chaque jour de la semaine, sauf le dimanche et les jours fériés (ligne no 38  (Albert - Bray-sur-Somme - Péronne).

### Hydrographie
La commune est située dans le bassin Artois-Picardie. Elle n'est drainée par aucun cours d'eau.

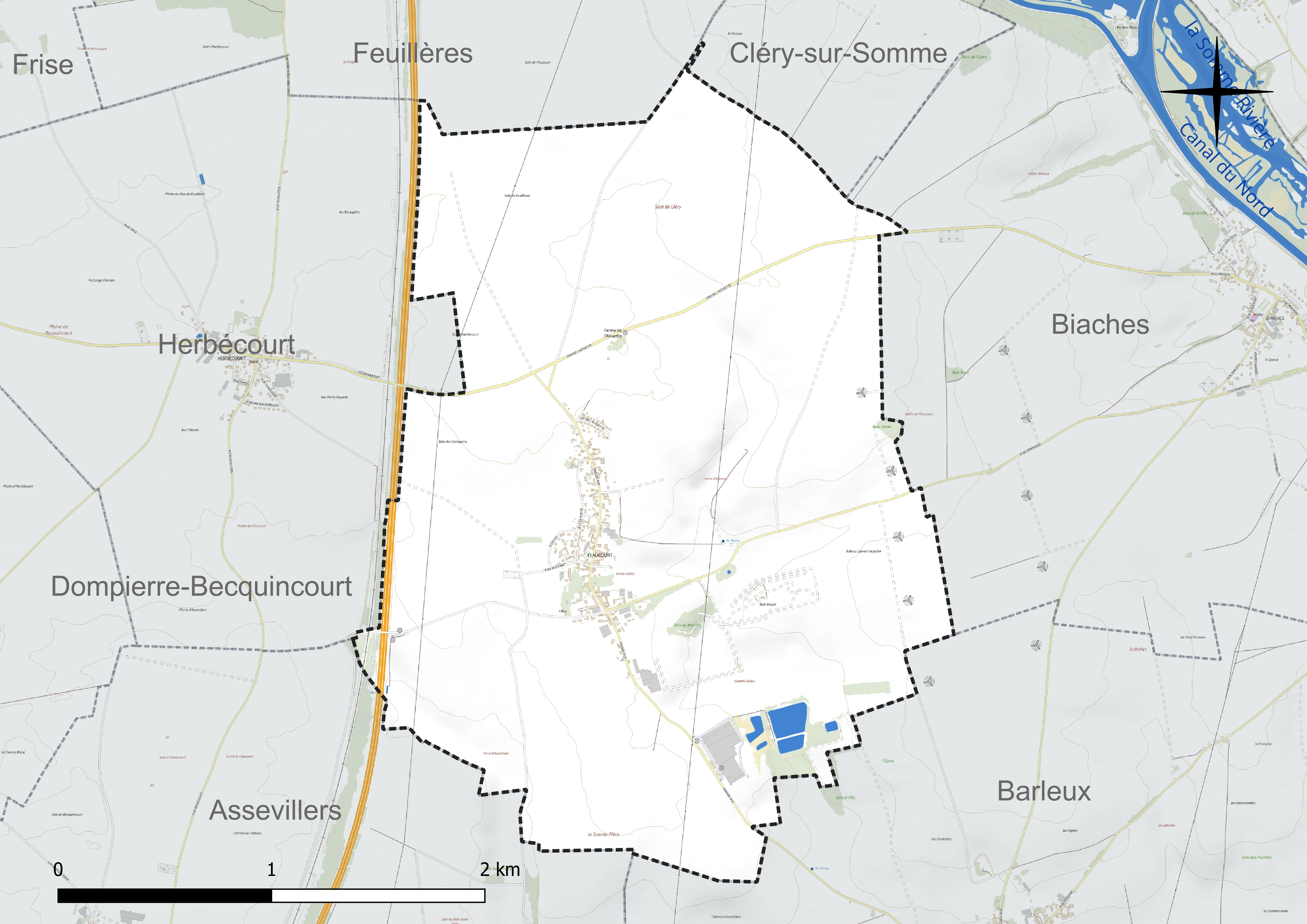
Réseau hydrographique de Flaucourt.

### Climat
Pour des articles plus généraux, voir Climat des Hauts-de-France et Climat de la Somme.
En 2010, le climat de la commune est de type climat océanique dégradé des plaines du Centre et du Nord, selon une étude du CNRS s'appuyant sur une série de données couvrant la période 1971-2000. En 2020, Météo-France publie une typologie des climats de la France métropolitaine dans laquelle la commune est exposée à un climat océanique et est dans la région climatique Nord-est du bassin Parisien, caractérisée par un ensoleillement médiocre, une pluviométrie moyenne régulièrement répartie au cours de l'année et un hiver froid (3 °C).
Pour la période 1971-2000, la température annuelle moyenne est de 10,4 °C, avec une amplitude thermique annuelle de 15 °C. Le cumul annuel moyen de précipitations est de 721 mm, avec 11,8 jours de précipitations en janvier et 8,9 jours en juillet. Pour la période 1991-2020, la température moyenne annuelle observée sur la station météorologique la plus proche, située sur la commune d'Estrées-Mons à 11 km à vol d'oiseau, est de 11,0 °C et le cumul annuel moyen de précipitations est de 647,5 mm,. Pour l'avenir, les paramètres climatiques de la commune estimés pour 2050 selon différents scénarios d'émission de gaz à effet de serre sont consultables sur un site dédié publié par Météo-France en novembre 2022.

## Urbanisme

### Typologie
Au 1er janvier 2024, Flaucourt est catégorisée commune rurale à habitat dispersé, selon la nouvelle grille communale de densité à sept niveaux définie par l'Insee en 2022.
Elle est située hors unité urbaine. Par ailleurs la commune fait partie de l'aire d'attraction de Péronne, dont elle est une commune de la couronne,. Cette aire, qui regroupe 52 communes, est catégorisée dans les aires de moins de 50 000 habitants,.

### Occupation des sols
L'occupation des sols de la commune, telle qu'elle ressort de la base de données européenne d'occupation biophysique des sols Corine Land Cover (CLC), est marquée par l'importance des territoires agricoles (94,2 % en 2018), en diminution par rapport à 1990 (100 %). La répartition détaillée en 2018 est la suivante : 
terres arables (94,2 %), zones urbanisées (3,4 %), zones industrielles ou commerciales et réseaux de communication (2,4 %). L'évolution de l'occupation des sols de la commune et de ses infrastructures peut être observée sur les différentes représentations cartographiques du territoire : la carte de Cassini (XVIIIe siècle), la carte d'état-major (1820-1866) et les cartes ou photos aériennes de l'IGN pour la période actuelle (1950 à aujourd'hui).

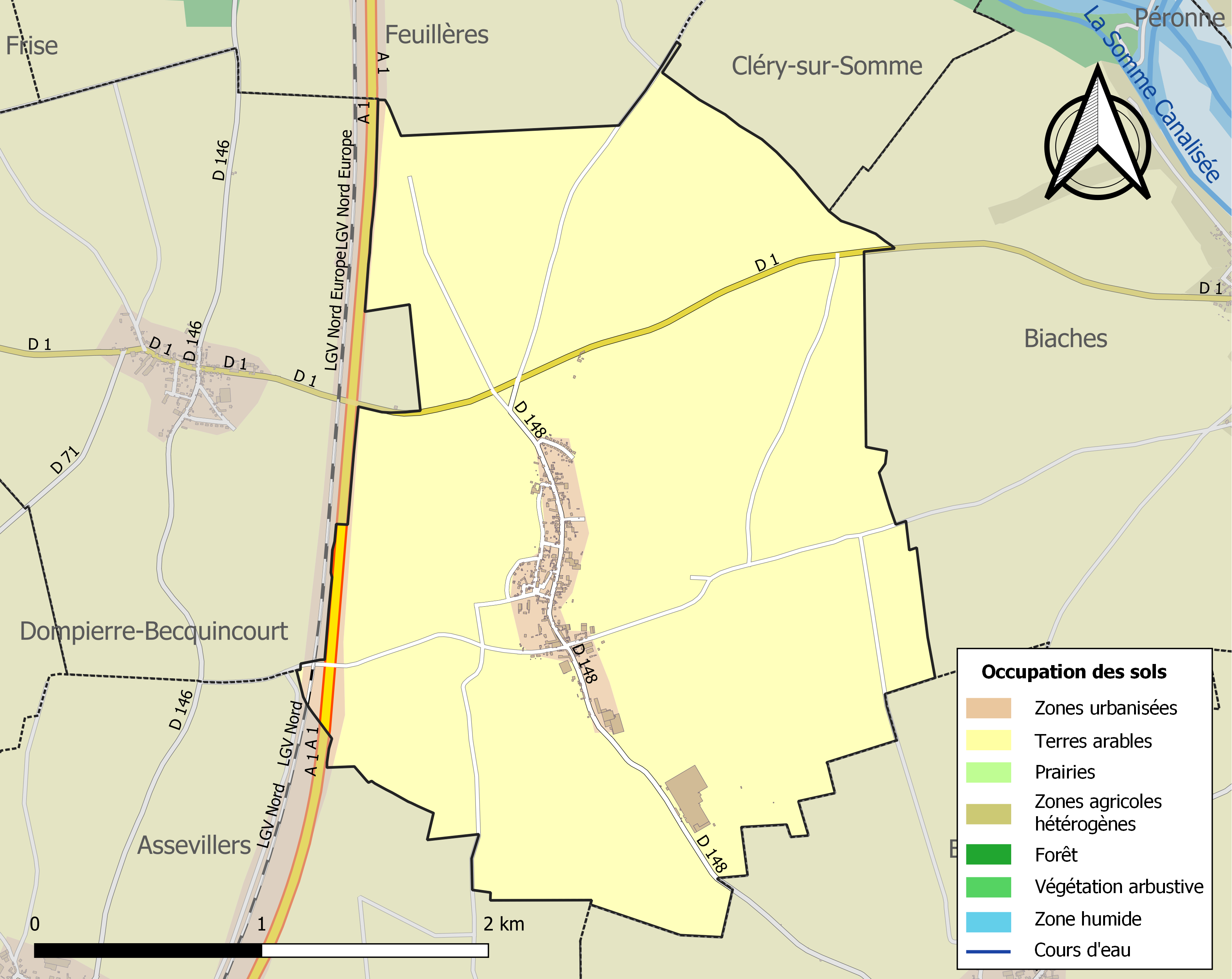
Carte des infrastructures et de l'occupation des sols de la commune en 2018 (CLC).

## Toponymie
Le nom de la localité est attesté sous les formes Flavescurt en 1126 ; Floocort en 1214 ; Flocourt en 1295 ; Flaucourt en 1303 ; Flancourt en 1353 ; Flecourt en 1415 ; Floucourt en 1579 ; Flaucaucourt en 1710.

## Histoire
Première Guerre mondiale

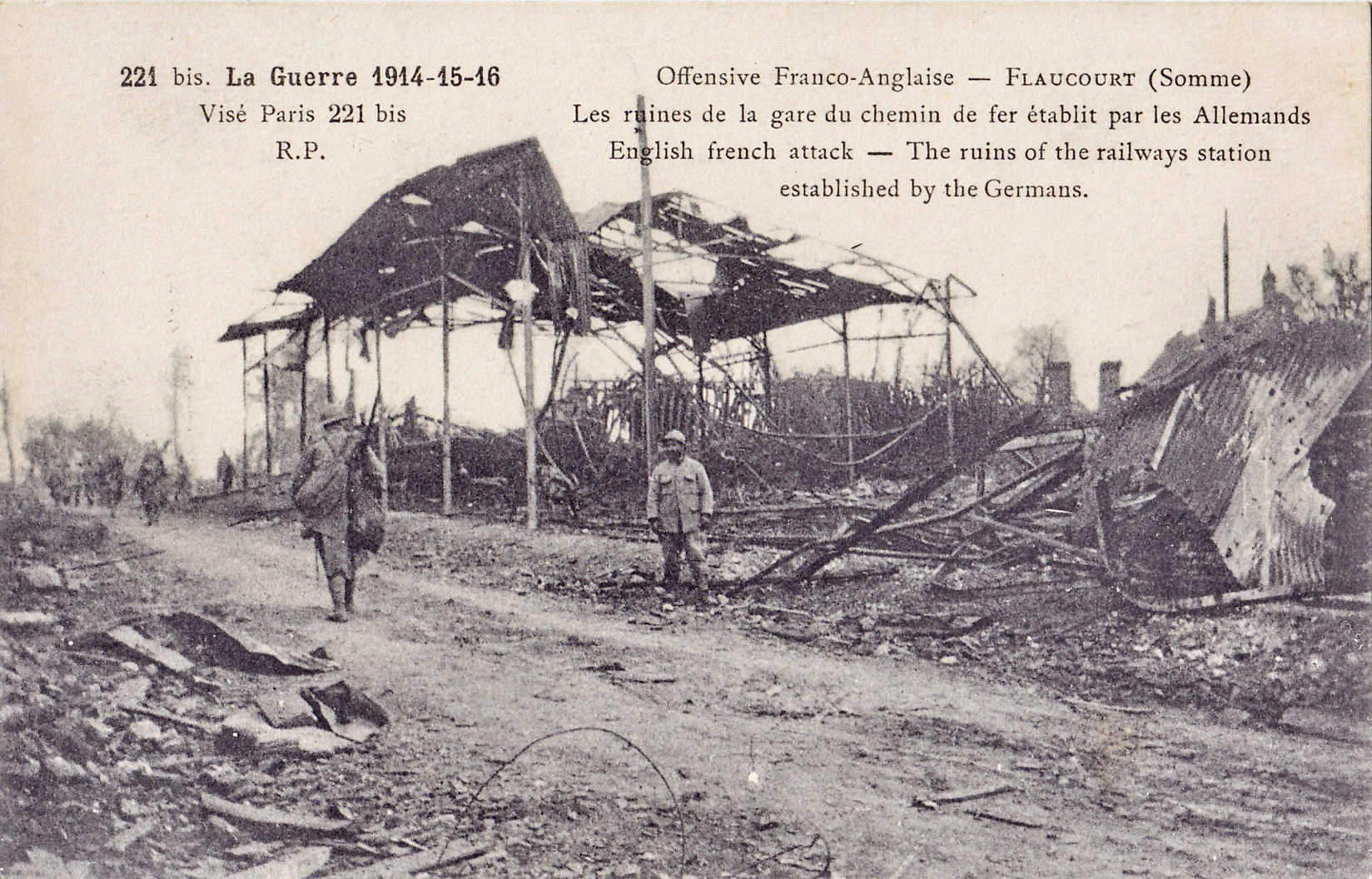
Ruines d'installations ferroviaires militaires allemandes en 1916.

Le village est occupé par l'armée allemande pendant la Première Guerre mondiale et ses habitants sont évacués dès le 1er octobre 1914
Le village est considéré comme détruit à la fin de la guerre, et a  été décoré de la Croix de guerre 1914-1918, le 27 octobre 1920.

## Politique et administration
| Période                                  | Période                      | Identité          | Étiquette | Qualité                                                                              |
| ---------------------------------------- | ---------------------------- | ----------------- | --------- | ------------------------------------------------------------------------------------ |
| Les données manquantes sont à compléter. |                              |                   |           |                                                                                      |
| avant 1988                               |                              | Pierre Dormy      |           |                                                                                      |
| Les données manquantes sont à compléter. |                              |                   |           |                                                                                      |
| mars 2001                                | 2008                         | Hervé Olczyk      |           |                                                                                      |
| mars 2008                                | En cours (au 8 octobre 2020) | Valérie Gaudefroy |           | Adjoint administratif principal au SDIS de la Somme Réélue pour le mandat 2020-2026, |

## Population et société

### Démographie
L'évolution du nombre d'habitants est connue à travers les recensements de la population effectués dans la commune depuis 1793. Pour les communes de moins de 10 000 habitants, une enquête de recensement portant sur toute la population est réalisée tous les cinq ans, les populations de référence des années intermédiaires étant quant à elles estimées par interpolation ou extrapolation. Pour la commune, le premier recensement exhaustif entrant dans le cadre du nouveau dispositif a été réalisé en 2007.

En 2022, la commune comptait 296 habitants, en évolution de +1,72 % par rapport à 2016 (Somme : −1,26 %, France hors Mayotte : +2,11 %).
| 1793 | 1800 | 1806 | 1821 | 1831 | 1836 | 1841 | 1846 | 1851 |
| ---- | ---- | ---- | ---- | ---- | ---- | ---- | ---- | ---- |
| 406  | 398  | 418  | 441  | 465  | 429  | 437  | 430  | 452  |

| 1856 | 1861 | 1866 | 1872 | 1876 | 1881 | 1886 | 1891 | 1896 |
| ---- | ---- | ---- | ---- | ---- | ---- | ---- | ---- | ---- |
| 436  | 456  | 470  | 480  | 537  | 560  | 611  | 547  | 528  |

| 1901 | 1906 | 1911 | 1921 | 1926 | 1931 | 1936 | 1946 | 1954 |
| ---- | ---- | ---- | ---- | ---- | ---- | ---- | ---- | ---- |
| 507  | 450  | 427  | 212  | 337  | 291  | 290  | 323  | 309  |

| 1962 | 1968 | 1975 | 1982 | 1990 | 1999 | 2006 | 2007 | 2012 |
| ---- | ---- | ---- | ---- | ---- | ---- | ---- | ---- | ---- |
| 350  | 327  | 299  | 348  | 330  | 324  | 327  | 328  | 296  |

| 2017 | 2022 | - | - | - | - | - | - | - |
| ---- | ---- | - | - | - | - | - | - | - |
| 291  | 296  | - | - | - | - | - | - | - |

### Enseignement
L'enseignement primaire local est organisé autour du regroupement pédagogique intercommunal Biaches - Flaucourt - Barleux.

### Vie associative
Le village est animé par l'Association sport loisirs de Flaucourt, dont le club de tennis de table évolue en 2019 dans le championnat de Départementale 2 et de Régionale 4 (Hauts-de-France)

## Culture locale et patrimoine

### Lieux et monuments
- Église Sainte-Geneviève[27], reconstruite après les destructions de la Première Guerre mondiale[28].
- Chapelle funéraire Vasset, du début du XIXe siècle[29].
- Monument allemand de Flaucourt. C'est le dernier vestige d'un cimetière militaire allemand édifié pendant la Première Guerre mondiale[30].

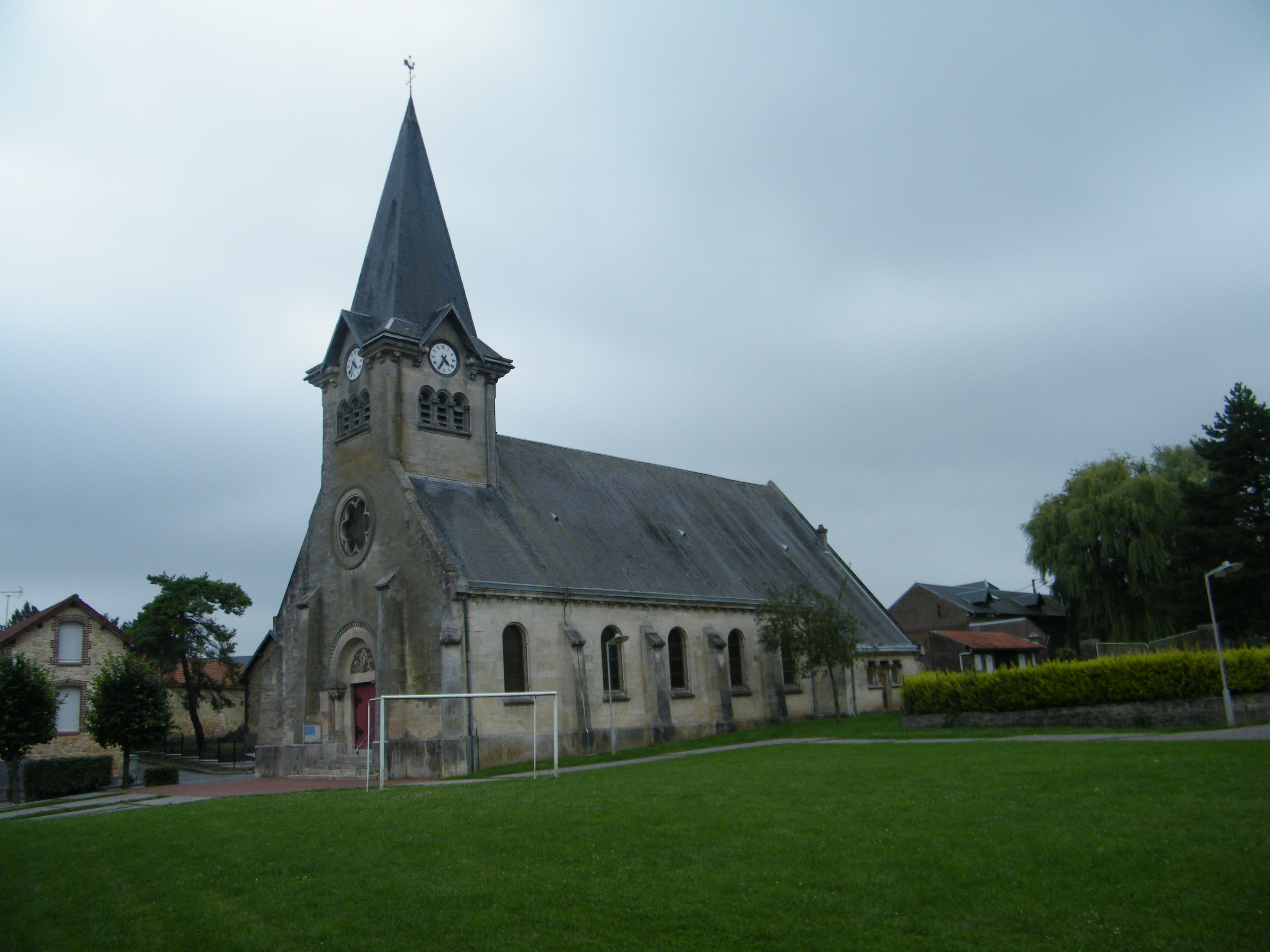
L'église Sainte-Geneviève.
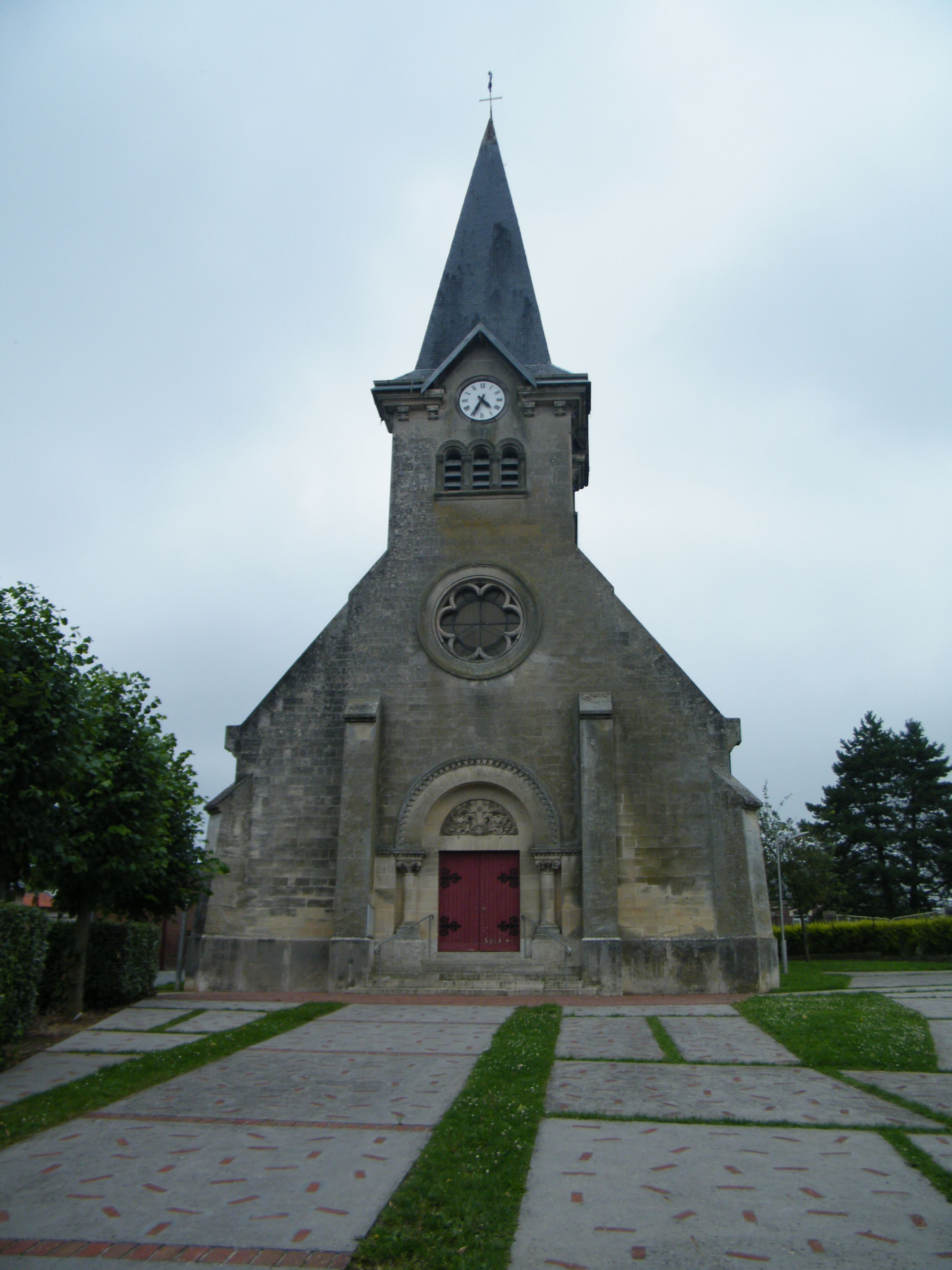
Vue de la façade de l'église
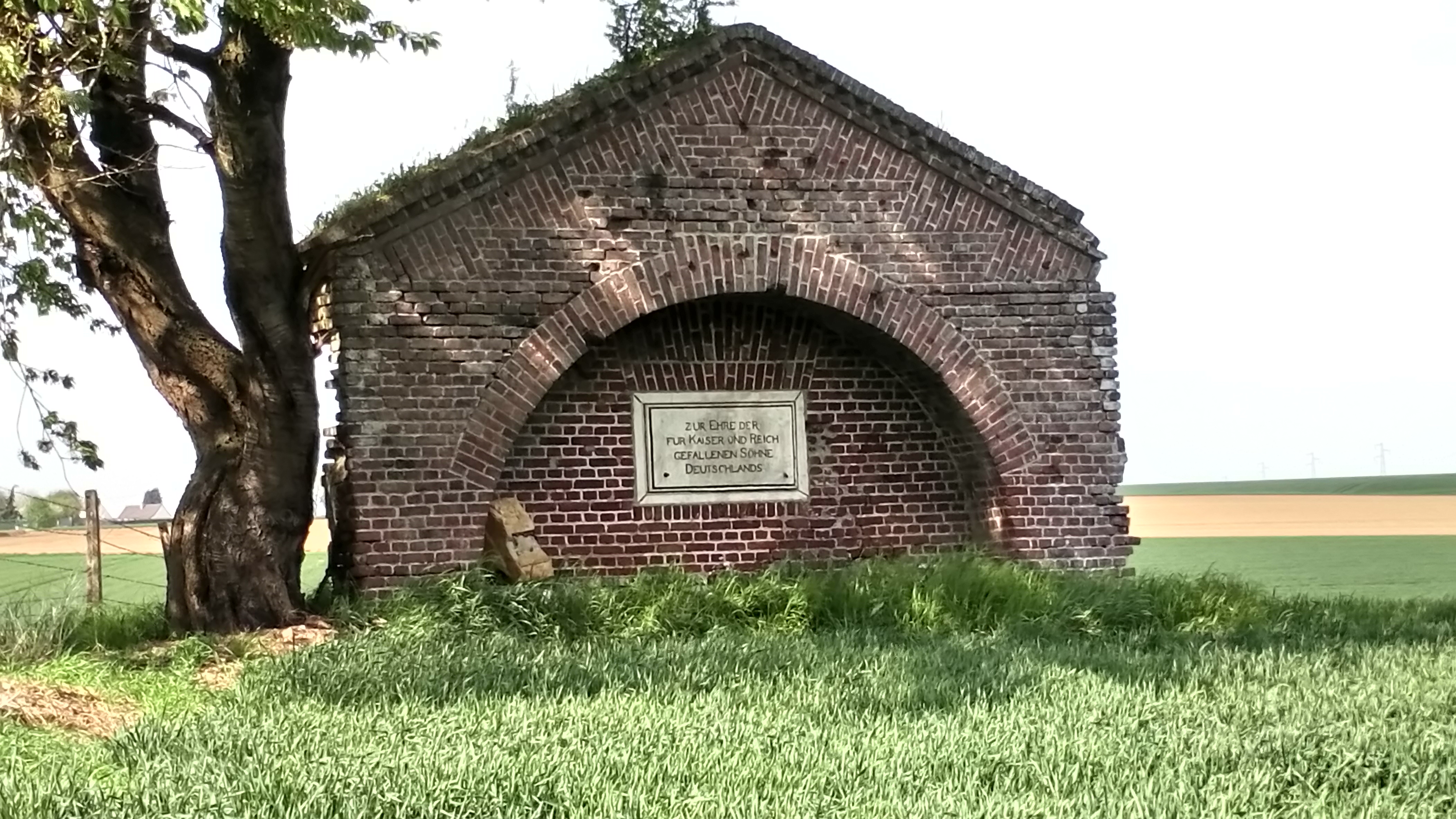
Monument allemand de Flaucourt